# صالح راتب
صالح إبراهيم راتب صالح (مواليد 18 ديسمبر 1994) لاعب كرة قدم أردني يجيد اللعب في مركز الوسط مع منتخب الأردن الوطني ونادي الخالدية في الدوري البحريني.

## المسيرة الرياضية

### الأندية
في 1 يوليو 2013 تم تصعيد راتب للفريق الأول في الوحدات الأردني. في موسمه الأول 2013-2014 وفي بطولة دوري الدرجة الممتازة ساهم في تتويج فريقه بالبطولة بعدما تصدر الترتيب برصيد 46 نقطة من 22 مباراة ليحقق راتب أولى بطولاته الشخصية. وفي بطولة كأس الأردن ساهم في تتويج فريقه بعدما تغلب في المباراة النهائية على البقعة 2-0 ليحقق راتب ثاني بطولاته الشخصية.
في موسمه الثاني 2014-2015 وفي بطولة دوري الدرجة الممتازة ساهم في تتويج فريقه بالبطولة بعدما تصدر الترتيب برصيد 48 نقطة من 22 مباراة ليحقق راتب ثالث بطولاته الشخصية. وفي بطولة كأس الأردن ساهم في وصول فريقه إلى الدور النصف النهائي عندما خسر من الفيصلي 0-1 في مجموع المباراتين. وفي بطولة كأس السوبر الأردني ساهم في فوز فريقه بالبطولة بعدما تغلب على البقعة 2-0 ليحقق راتب رابع بطولاته الشخصية. وفي بطولة دوري أبطال آسيا خرج فريقه من الجولة الأولى عندما خسر في الدور التمهيدي من القادسية الكويتي 0-1. ثم انتقل للعب في بطولة كأس الاتحاد الآسيوي حيث ساهم في تصدر فريقه المجموعة الأولى برصيد 13 نقطة من ست مباريات ليتأهل إلى الدور الثمن النهائي حيث خسر من القادسية الكويتي 0-1.
في موسمه الثالث 2015-2016 وفي بطولة دوري الدرجة الممتازة ساهم في تتويج فريقه بالبطولة بعدما تصدر الترتيب برصيد 38 نقطة من 22 مباراة ليحقق راتب خامس بطولاته الشخصية. وفي بطولة كأس الأردن خرج فريقه من الجولة الأولى عندما خسر في الدور الثمن النهائي من الأهلي 0-1. وفي بطولة كأس السوبر الأردني خسر فريقه من الفيصلي 0-1. وفي بطولة دوري أبطال آسيا خرج فريقه من الجولة الأولى عندما خسر في الدور التمهيدي من الاتحاد السعودي 1-2. ثم انتقل للعب في بطولة كأس الاتحاد الآسيوي حيث ساهم في احتلال فريقه المركز الثاني في المجموعة الأولى برصيد ثماني نقاط من ست مباريات ليتأهل إلى الدور الثمن النهائي حيث خسر من القوة الجوية العراقي 1-2.
في موسمه الرابع 2016-2017 وفي بطولة دوري الدرجة الممتازة ساهم في حصد فريقه 18 نقطة من تسع مباريات. وفي بطولة كأس الأردن ساهم في حصد فريقه ست نقاط من ثلاث مباريات في المجموعة الأولى من دور المجموعات. وفي بطولة كأس السوبر الأردني خسر فريقه من الأهلي 1-2. وفي بطولة كأس الاتحاد الأردني ساهم في وصول فريقه إلى الدور النصف النهائي عندما خسر من الفيصلي 0-1.
في 1 يناير 2017 انتقل راتب من الوحدات إلى السالمية الكويتي بنظام الإعارة حتى نهاية الموسم. في موسمه الوحيد 2016-2017 وفي بطولة دوري الدرجة الممتازة ساهم في احتلال فريقه المركز السادس برصيد 43 نقطة من 28 مباراة. وفي بطولة كأس أمير الكويت فشل في التأهل إلى الدور النصف النهائي عندما احتل المركز الثالث في المجموعة الثانية برصيد عشر نقاط من ست مباريات بفارق نقطتين عن صاحب المركز الثاني. في 30 يونيو 2017 انتهت الإعارة وعاد راتب إلى الوحدات.
في موسمه الخامس 2017-2018 وفي بطولة دوري الدرجة الممتازة ساهم في تتويج فريقه بالبطولة بعدما تصدر الترتيب برصيد 53 نقطة من 22 مباراة ليحقق راتب سادس بطولاته الشخصية. وفي بطولة كأس الأردن ساهم في وصول فريقه إلى الدور النصف النهائي عندما خسر من شباب الأردن 2-3 في مجموع المباراتين. وفي بطولة كأس الاتحاد الأردني ساهم في تتويج فريقه بالبطولة بعدما تغلب في المباراة النهائية على الجزيرة 2-0 ليحقق راتب سابع بطولاته الشخصية.
في موسمه السادس 2018-2019 وفي بطولة دوري الدرجة الممتازة ساهم في احتلال فريقه المركز الثالث برصيد 43 نقطة من 22 مباراة بفارق سبع نقاط عن البطل الفيصلي. وفي بطولة كأس الأردن ساهم في وصول فريقه إلى الدور النصف النهائي عندما خسر من الرمثا 2-4 في مجموع المباراتين. وفي بطولة كأس السوبر الأردني ساهم في تتويج فريقه بالبطولة عندما تغلب على الجزيرة 2-1 ليحقق راتب ثامن بطولاته الشخصية. وفي بطولة دوري أبطال آسيا خرج فريقه من الجولة الأولى عندما خسر في الدور التمهيدي من الكويت الكويتي 2-3. ثم انتقل للعب في بطولة كأس الاتحاد الآسيوي حيث ساهم في تصدر فريقه المجموعة الأولى برصيد 13 نقطة من ست مباريات ليتأهل إلى الدور النصف النهائي لمنطقة غرب آسيا حيث خسر من العهد اللبناني 0-1 في مجموع المباراتين.
في موسمه السابع 2019-2020 وفي بطولة دوري الدرجة الممتازة ساهم في تتويج فريقه بالبطولة بعدما تصدر الترتيب برصيد 56 نقطة من 22 مباراة ليحقق راتب تاسع بطولاته الشخصية. وفي بطولة كأس الاتحاد الأردني ساهم في تتويج فريقه بعدما تغلب في المباراة النهائية على الرمثا 2-1 ليحقق راتب عاشر بطولاته الشخصية.
في موسمه الثامن والأخير 2020-2021 وفي بطولة دوري الدرجة الممتازة ساهم في حصد فريقه 26 نقطة من 11 مباراة محتلا المركز الأول. وفي بطولة كأس الاتحاد الأردني ساهم في وصول فريقه إلى المباراة النهائية عندما خسر من الجليل بركلات الترجيح. وفي بطولة كأس السوبر الأردني ساهم في تتويج فريقه بعدما تغلب على الجزيرة 2-0 ليحقق راتب بطولته الشخصية الحادية عشرة. وفي بطولة دوري أبطال آسيا فشل فريقه في التأهل إلى الدور الثمن النهائي عندما احتل في دور المجموعات المركز الثالث في المجموعة الرابعة برصيد سبع نقاط من ست مباريات.
في 1 أغسطس 2021 انتقل راتب من الوحدات إلى الخالدية البحريني في صفقة انتقال حر. في موسمه الوحيد 2021-2022 ساهم عبر تسجيل هدفين وصناعة سبعة أهداف في احتلال فريقه المركز الثالث برصيد 30 نقطة من 18 مباراة بفارق 12 نقطة عن البطل الرفاع. وفي بطولة كأس ملك البحرين ساهم في تتويج فريقه بالبطولة بعدما تغلب في المباراة النهائية على الرفاع الشرقي بركلات الترجيح ليحقق راتب بطولته الشخصية الثانية عشر. وفي بطولة كأس الاتحاد البحريني خرج فريقه من دور المجموعات وفشل في التأهل إلى الدور النصف النهائي.
في 12 أغسطس 2022 انتقل راتب من الخالدية إلى الرفاع الشرقي البحريني في صفقة انتقال حر.

### المنتخبات
في 14 نوفمبر 2014 شارك راتب في أول مباراة دولية مع منتخب الأردن وكانت أمام كوريا الجنوبية وديا وانتهت بخسارة الأردن 0-1.
استدعي راتب للمشاركة مع الأردن في بطولة كأس آسيا 2019 ولعب في مباراة واحدة وكانت أمام فلسطين وانتهت بالتعادل السلبي ليساهم في تصدر الأردن المجموعة الثانية برصيد سبع نقاط من ثلاث مباريات متقدما على أستراليا وفلسطين وسوريا على التوالي. وفي الدور الثمن النهائي خسر الأردن من فيتنام بركلات الترجيح.
استدعي راتب مجددا للمشاركة في بطولة اتحاد غرب آسيا لكرة القدم 2019 حيث لعب مباراة واحدة وكانت أمام السعودية التي انتهت بفوز الأردن 3-0. وفي نهاية المطاف احتل الأردن المركز الثاني في المجموعات الثانية برصيد أربع نقاط من ثلاث مباريات وبالتالي الفشل في التأهل إلى المباراة النهائية.
استدعي راتب للمشاركة في تصفيات كأس آسيا 2023 – الدور الثالث التي لعبت بطريقة التجمع في الكويت. لعب راتب أساسيا في المباريات الثلاث التي انتصر فيها الأردن على النيبال 2-0 وإندونيسيا 1-0 والكويت المستضيف 3-0 ليتصدر المجموعة برصيد تسع نقاط من ثلاث مباريات ويتأهل إلى نهائيات بطولة كأس آسيا 2023.

## الإنجازات

### الأندية
- الوحدات
  - دوري الدرجة الممتازة (5): 2013-2014، 2014-2015، 2015-2016، 2017-2018، 2019-2020
  - كأس الأردن (1): 2013-2014
  - كأس الاتحاد الأردني (2): 2017-2018، 2019-2020
  - كأس السوبر الأردني (3): 2014، 2018، 2021
- الخالدية
  - كأس ملك البحرين (1): 2021-2022

## روابط خارجية
- صالح راتب على موقع قاعدة بيانات كرة القدم.إي يو (الإنجليزية)
- صالح راتب على موقع ناشيونال فوتبول تيمز (الإنجليزية)
- صالح راتب على موقع Soccerway.com (الإنجليزية)
- صالح راتب على موقع كووورة
- اللاعب صالح راتب على موقع كووورة.